# Angehöriger

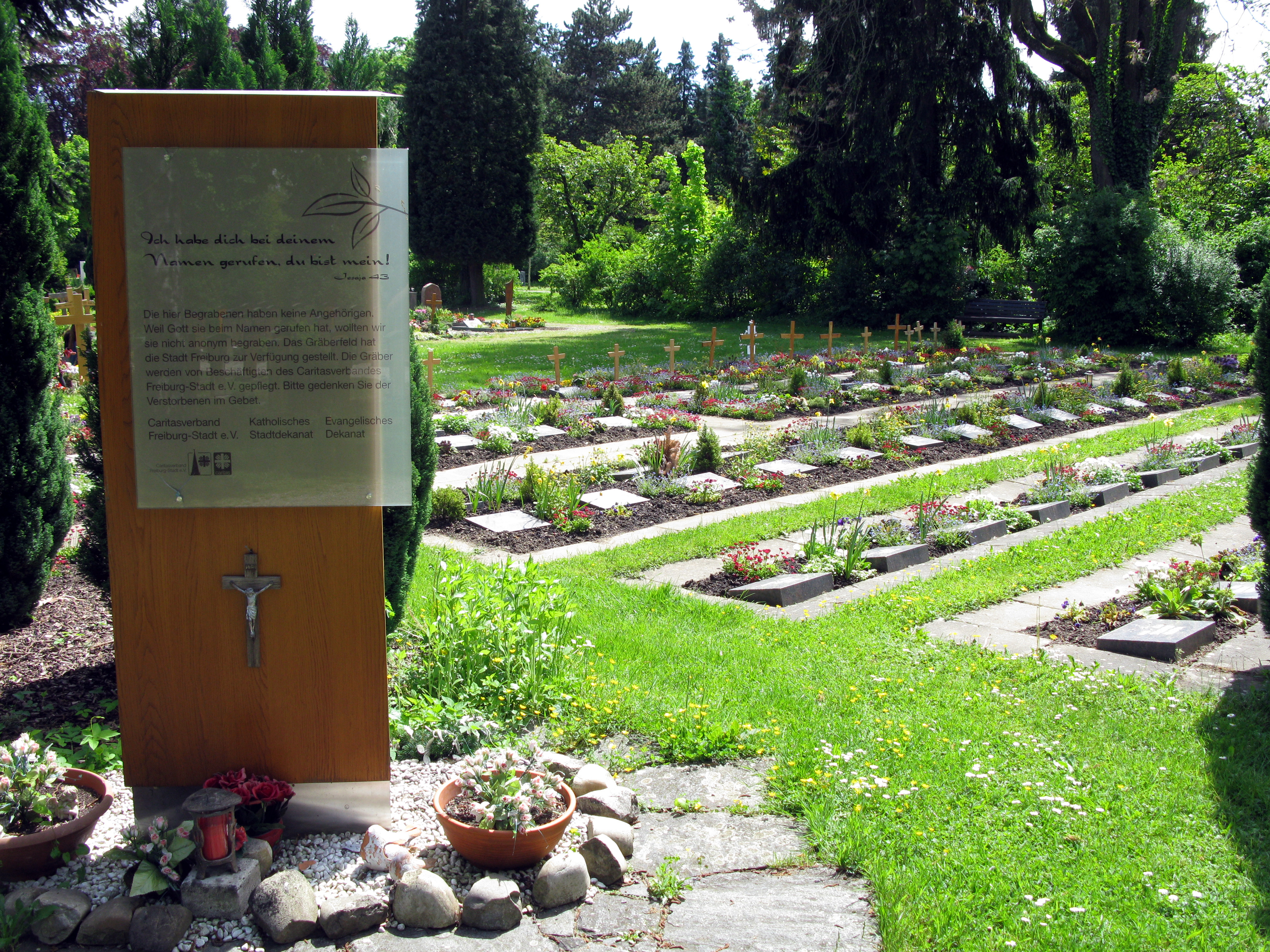
Tafel zu den Gräbern von Verstorbenen ohne Angehörige auf dem Freiburger Hauptfriedhof (2015)

Als Angehöriger oder Angehörige wird eine Person bezeichnet, wenn ihr besonderes rechtliches oder soziales Verhältnis zu einer anderen Person oder zu einer Gruppe von Personen hervorgehoben werden soll. Meist sind Personen gemeint, die in engem familiären oder persönlichen Verhältnis zueinander stehen. Der Begriff ist weiter gefasst als „Familie“ und schließt insbesondere den (in der Regel nicht verwandten) Ehe- oder Lebenspartner sowie verschwägerte Personen ein. Darüber hinaus kann der Begriff im Sinne von „zugehören“ auch Personen umfassen, die in das Lebensumfeld der betreffenden Person gehören. Die Bezeichnung wird gelegentlich auch bei Tieren verwendet, manchmal sächlich: das Angehörige, ein Angehöriges.

## Strafrecht
Nach § 11 Strafgesetzbuch zählen hierzu Verwandte und Verschwägerte gerader Linie, der Ehegatte, der Lebenspartner, der Verlobte, Geschwister, Ehegatten oder Lebenspartner der Geschwister, Geschwister der Ehegatten oder Lebenspartner, und zwar auch dann, wenn die Ehe oder die Lebenspartnerschaft, welche die Beziehung begründet hat, nicht mehr besteht oder wenn die Verwandtschaft oder Schwägerschaft erloschen ist, Pflegeeltern und Pflegekinder.

## Zivilrecht
Die Gruppe der Angehörigen lässt sich zivilrechtlich ähnlich umschreiben, auch wenn im BGB der Begriff nicht definiert ist, sondern vorausgesetzt wird. Das deutsche Transplantationsgesetz enthält eine Definition für den Begriff der nächsten Angehörigen.

## Öffentliches Recht
Im öffentlichen Recht findet sich der Angehörigenbegriff u. a. in § 16 Abs. 5 SGB X, in § 20 Abs. 5 VwVfG, in § 15 AO sowie im KJHG in den § 33, § 44 SGB VIII.

## Prozessrecht
In der Zivilprozessordnung findet man den Angehörigenbegriff in § 383 ZPO.

## Rechtsfolgen
Die Rechtsordnung knüpft an den juristisch engeren Begriff des Angehörigen Rechte (z. B. Zeugnisverweigerungsrecht, § 52 StPO) und Pflichten (z. B. Wohlverhalten bei Schenkungen, § 530 BGB).

## Umgangssprache, weitere Bedeutungen
Der umgangssprachliche Gebrauch des Begriffs Angehörige schließt neben Verwandten auch Freunde, Bekannte ein. Damit können Nachbarn, Vereinsmitglieder oder Funktionsträger von Kirchengemeinschaften begrifflich in einer Gruppenbezeichnung zusammengefasst werden. Beispiel im Krankenhaus: „die Angehörigen von Frau Müller besuchen sie am Sonntag ...“.
Daneben kommt es zur Benutzung in einem weiteren Sinn der Zugehörigkeit, zum Beispiel in Verbindungen wie Angehöriger dieser oder jener Interessensgruppe oder Angehöriger einer Minderheit zu sein.

### Angehöriger einer Institution
Ein häufiger Anwendungsfall dieser weiteren Verwendung ist der Angehöriger einer Institution. So sind Hochschulangehörige Professoren, Studenten aber auch wissenschaftliche und nicht-wissenschaftliche Mitarbeiter einer Hochschule (siehe auch Gruppenhochschule). Diese unterlagen historisch der Akademischen Gerichtsbarkeit.
Vergleichbares gilt für Armeeangehörige: Angehörige der Bundeswehr oder Bundeswehrangehörige ist ein Sammel- und Fachbegriff für alle im Geschäftsbereich des Bundesministeriums der Verteidigung tätigen Personen, unabhängig von ihrem Status. Dies sind: Soldaten, Beamte, Arbeitnehmer im öffentlichen Dienst und Richter (an den Truppendienstgerichten).

## Bedeutung in der Krankenpflege
Die professionelle Gesundheits- und Krankenpflege unterstützt und schult pflegende Angehörige. Im Krankenhaus und Pflegeheimen übernehmen auch geschulte ehrenamtliche Freiwillige, wie beispielsweise die grünen Damen einzelne Funktionen, die sonst Angehörige erledigen würden, wenn diese regelmäßig zu Besuch kommen könnten.